# Боа-Эсперанса (Парана)
Боа-Эсперанса (порт. Boa Esperança) — муниципалитет в Бразилии, входит в штат Парана. Составная часть мезорегиона Западно-центральная часть штата Парана. Входит в экономико-статистический микрорегион Гойоэре. Население составляет 3838 человек на 2006 год. Занимает площадь 307,381 км². Плотность населения — 12,5 чел./км².
Праздник города — 14 декабря.

## История
Город основан 14 декабря 1964 года. 

## Статистика
- Валовой внутренний продукт на 2003 год составляет 97 610 353,00 реалов (данные: Бразильский институт географии и статистики).
- Валовой внутренний продукт на душу населения на 2003 год составляет 21 959,58 реалов (данные: Бразильский институт географии и статистики).
- Индекс развития человеческого потенциала на 2000 год составляет 0,722 (данные: Программа развития ООН).

## География
Климат местности: субтропический.